# فينس دا سيلفا
فينس دا سيلفا (بالإنجليزية: Vince Da Silva)‏ (4 فبراير 1967 - ) هو لاعب كرة قدم أمريكي في مركز حراسة المرمى. لعب مع ألفيركا وسان خوزيه إيرث كويكس وReal Santa Barbara ‏ وWillamette Valley Firebirds ‏.